# The Night Is Yours, The Night Is Mine
«The Night is Yours - The Night is Mine» («La noche es tuya,la noche es mía», en español) es un sencillo publicado en 1985 por el productor alemán Dieter Bohlen bajo el seudónimo de Ryan Simmons. La canción fue producida, arreglada y compuesta por el mismo Dieter Bohlen.  
«The Night is Yours - The Night is Mine» fue regrabada más tarde para ser incluido en el álbum debut de Modern Talking publicado en 1985 The 1st Album, pero esta vez fue cantada por Thomas Anders. Sin embargo esta versión no fue publicada como sencillo.

## Lista de canciones
7" Single Hansa 107 480, 1984
1. The Night Is Yours, The Night Is Mine - 3:51
2. The Night Is Yours, The Night Is Mine (Instrumental) -	3:28

12" Single Hansa 601 818, 1984
1. The Night Is Yours, The Night Is Mine (Long Version) 	6:15
2. The Night Is Yours, The Night Is Mine (Instrumental) 	3:28

## Créditos
- Letra y música - Dieter Bohlen
- Producción - Dieter Bohlen
- Trabajo de arte - Claude Caudron
- Fotografía - Gadowicz / Hansa